# Río Jalja
El río Jalja (en mongol: Халхин-Гол, Jaljin Gol; en chino, 哈拉哈河) es un río fronterizo entre Mongolia oriental y China septentrional, cuya longitud es de 232 km. Desemboca en el lago Buir, un lago endorreico compartido por ambos países.
En sus riberas se libró la gran batalla de Jaljin Gol en agosto de 1939, donde las tropas soviéticas y mongolas derrotaron al Ejército de Kwantung japonés.
- Datos: Q715797
- Multimedia: Khalkhyn Gol / Q715797